# 莲花镇 (建德市)
莲花镇，中国浙江省西北部建德市下辖的一个镇。	全镇总面积为87.42 平方公里，总人口1.1万人。

## 行政区划
现辖：
莲花社区、昴畈村、林茶村、齐平村、徐家村、莲花村和戴家村。